# SK VÖEST Linz
Maillots
Le SK VÖEST Linz était un club de football autrichien basé à Linz.

## Historique
- 1946 : fondation du club sous le nom de SV Eisen und Stahl 1946 Linz
- 1949 : le club est renommé SK VÖEST Linz
- 1978 : le club est renommé SK VOEST Linz
- 1990 : la section du foot s'ést séparé sous FC VOEST Linz
- 1991 : le club est renommé FC Stahl Linz
- 1993 : le club est renommé FC Linz
- 1997 : absorption par LASK
- 1997 : Sous le nom FC Blau-Weiß Linz les supporteurs refondent le club. Mais le Blau-Weiß n'est pas juridiquement le successeur du SK VÖEST Linz.

## Palmarès
- Championnat d'Autriche
  - Champion : 1974
  - Vice-champion : 1975, 1980

- Coupe d'Autriche
  - Finaliste : 1978

## Anciens joueurs
- Frano Poparic
- Zoran Barisic
- Norbert Ebster
- Ove Flindt
- Erwin Fuchsbichler
- Koloman Gögh
- Gerald Haider
- Reinhold Hintermaier
- Willi Kreuz
- Michael Lorenz
- Daniel Madlener
- Ferdinand Milanovich
- Dieter Mirnegg
- Erik Mykland
- Peter Pacult
- Herbert Rettensteiner
- Hugo Sánchez
- Frank Schinkels
- Josef Stering
- Christian Stumpf
- Fritz Ulmer
- Walter Waldhör
- Jürgen Werner I
- Jürgen Werner II
- Günther Zeller
- Georg Zellhofer
- Manfred Zsak